# Großsteingräber bei Polkern
Die Großsteingräber bei Polkern waren drei megalithische Grabanlagen der jungsteinzeitlichen Tiefstichkeramikkultur bei Polkern, einem Ortsteil von Osterburg im Landkreis Stendal, Sachsen-Anhalt. Alle wurden im 19. Jahrhundert zerstört.

## Lage
Die Gräber lagen eine Wegstrecke von etwa 15 Minuten südlich von Polkern an der Grenze zu Krevese.

## Forschungsgeschichte
Erstmals dokumentiert wurden die drei Anlagen in den 1830er Jahren durch Johann Friedrich Danneil. Bei einer erneuten Aufnahme der Großsteingräber der Altmark mussten Eduard Krause und Otto Schoetensack in den 1890er Jahren feststellen, dass alle drei Gräber in der Zwischenzeit im Zuge der Separation vollständig abgetragen worden waren.

## Beschreibung
Die Gräber befanden sich bereits bei Danneils Aufnahme in einem schlechten Zustand, sodass er nur eine allgemeine Beschreibung aller Anlagen vornahm und nicht jedes einzeln beschrieb. Die Gräber hatten demnach runde steinerne Umfassungen und noch recht hoch anstehende Hügelschüttungen. Die Steine der Grabkammern lagen bereits in Unordnung. Genaue Maßangaben und eine Bestimmung des Grabtyps waren daher nicht mehr möglich.

## Funde
Aus den Gräbern stammen vier Fundgegenstände, wobei nicht klar ist, welcher Gegenstand in welchem Grab gefunden wurde. Sie waren ursprünglich Bestandteil von Danneils Privatsammlung und wurden später dem Museum für Völkerkunde in Berlin übereignet. Es handelt sich um eine schmale Axt aus Grauwacke mit einer Länge von 17,0 cm, einer Breite von 4,6 cm und einer Dicke von 4,6 cm, einem Beil aus Grauwacke mit einer Länge von 15,2 cm, einer Breite zwischen 2,6 und 6,2 cm und einer Dicke von 4,0 cm, einem Feuerstein-Beil mit einer Länge von 15,0 cm, einer Breite von 6,5 cm und einer Dicke von 21 cm sowie ein weiteres Feuerstein-Beil mit einer Länge von 11,5 cm, einer Breite von 4,6 cm und einer Dicke von 1,1 cm.